# Julie Wohryzek
Julie Wohryzek (Praga, 28 febbraio 1891 – Auschwitz, 26 agosto 1944) è stata una rappresentante di commercio boema, di origine ebraica, vittima dell'Olocausto, ricordata per essere stata fidanzata di Franz Kafka.

## Biografia
Suo padre, Eduard Wohryzek (1864-1928) proveniente da una famiglia ebraica di commercianti era macellaio kosher, e successivamente custode della sinagoga del quartiere Nové Město. La madre, Mina Reach (nata nel 1869) era originaria di Pest. Julie aveva due sorelle, Käthe (1891-1942, deportata) e Růžena (1895-1939), e un fratello, William. Probabilmente si diplomò in una scuola commerciale e comunque lavorò come rappresentante.
Incontrò Franz Kafka nel novembre 1918 e si fidanzò con lui nel maggio 1919, ma a novembre dello stesso anno Kafka già dubitava del fidanzamento e presto lo ruppe. Non si sono conservate lettere tra di loro, con l'eccezione di una lunga lettera di Kafka alla sorella di lei, Käthe. Comunque i due fidanzati continuarono a scriversi fino a luglio 1920.
Si sa che lei in precedenza aveva avuto un altro fidanzato, morto in guerra e che era, come quello, sionista. Inoltre, il padre di Kafka era contrario al matrimonio (come Klaus Wagenbach fa notare per primo è lo stesso periodo della Lettera al padre), probabilmente per via di pettegolezzi che coinvolgevano la liberalità sessuale vera o presunta della ragazza.
Così Kafka la descrive a Brod: "Una figura comune e nello stesso tempo sorprendente. Non ebrea e non non-ebrea, non tedesca, non non-tedesca, innamorata del cinema, delle operette e commedie, della cipria e dei veli, padrona di una quantità inesauribile e irrefrenabile delle più sfacciate espressioni di gergo, in complesso molto ignorante, più allegra che triste: così è pressa'a poco. Volendo indicare esattamente la sua appartenenza a una categoria bisogna dire che appartiene al popolo delle signorine d'ufficio. Oltre a ciò è coraggiosa, onesta, dimentica di sé: qualità grandi in una creatura che fisicamente non è certo priva di bellezza ma insignificante come, poniamo, il moscerino che vola contro la mia lampada." E a Milena, riferendosi anche a Felice Bauer: "io avevo colpa di tutto, la colpa indubitabile, io ho reso infelici le due giovani."

## Dopo Kafka
Nel 1921 Julie sposò l'avvocato Josef Werner, che lavorava per una banca. Insieme hanno vissuto a Bucarest, quindi tornarono a Praga. Anche se il marito venne classificato come "Nichtjude" (non-ebreo), Julie Wohryzek venne deportata e assassinata nel Campo di concentramento di Auschwitz.